# Carex dufftii
Carex dufftii là một loài thực vật có hoa trong họ Cói. Loài này được Hausskn. mô tả khoa học đầu tiên năm 1888.